# Teorema de Marden

Un triángulo y la elipse inscrita de Steiner. Los ceros de p(z) son los puntos negros, los ceros de p(z) son los puntos rojos). El punto central verde es el cero de p"(z). El teorema de Marden afirma que los puntos rojos son focos de la elipse de Steiner.

En matemáticas, el teorema de Marden, llamado así por Morris Marden, da un relación geométrica entre los ceros de un polinomio de tercer grado con coeficientes complejos y los ceros de su derivada. Este teorema está basado en un teorema anterior de J. Siebeck, de 1864, hecho reconocido por el propio Marden en su trabajo.
Un polinomio cúbico tiene tres ceros en el plano complejo, que en el caso más general forman un triángulo, el teorema de Gauss-Lucas afirma que las raíces de su derivada caen también en este triángulo. El teorma de Marden precisa más concretamente su posición:
| Supóngase que los tres ceros complejos de un polinomio p(z) de tercer grado son z1, z2 y z3 y supóngase que estos tres puntos del plano complejo no sean colineales. Entonces existe una única elipse inscrita en el triángulo de vértices z1, z2, z3 y tangente a los lados en sus puntos medios: la elipse de Steiner. Los focos de dicha elipse son precisamente los ceros del polinomio derivado p' (z) |

Por el teorema de Gauss-Lucas, la raíz de la doble derivada de un polinomio p"(z) debe ser el promedio de los dos focos de la elipse, que es el punto central de la elipse y a su vez el centroide del triángulo.
En el caso especial de que el triángulo sea equilátero (tal como sucede, por ejemplo, para el polinomio p(z) = z3 - 1), la elipse inscrita degenera en un círculo, y la derivada de p tiene una raíz doble en el centro del círculo. Recíprocamente, si la derivada tiene una raíz doble, entonces el triángulo debe ser equilátero.
Una versión más general del teorema, debida a Linfield (1920), es aplicable a polinomios p(z) = (z - a)i (z - b)j (z - c)k cuyos grados cumplan que i + j + k pueda ser mayor que tres, pero que sólo tenga tres raíces a, b y c. Para tales polinomios, las raíces de la derivada pueden ser raíces múltiples de un polinomio dado (las raíces cuyos exponentes son mayores a uno) y en los focos de una elipse cuyos puntos de tangencia al triángulo dividen a sus lados en los ratios i : j, j : k y k : i.
Otra generalización devida a Parish (2006) es para n-gonos: algunos n-gonos tienen admiten una elipse inscrita que sea tangente a cada lado en el punto medio. El teorema de Marden todavía es aplicable: los focos de esta elipse tangente en los puntos medios son ceros del polinomio derivado cuyos ceros son los vértices del n-gono.

## Historia
Jörg Siebeck descubrió este teorema 81 años antes de que Marden escribiese sobre él. Sin embargo, Dan Kalman tituló su artículo en American Mathematical Monthly «Marden's theorem» [Teorema de Marden] porque: «Lo llamé Teorema de Marden porque leí sobre él por primera vez en el maravilloso libro de M. Marden». Kalman ganó en 2009 el Premio Lester R. Ford de la Mathematical Association of America por este artículo de 2008.
Marden (1945, 1966) atribuyó lo que ahora se conoce como teorema Marden a Siebeck (1864) y citó nueve artículos que incluían una versión del teorema. 

### Enlaces exteriores
Demostración de Carlson del teorema de Marden (1 página)
- Datos: Q1568612